# Sauli Väisänen
Sauli Aapo Kasperi Väisänen (Helsinki, 5 giugno 1994) è un calciatore finlandese, difensore dell'Ilves.

## Biografia
Ha un fratello minore di nome Leo, anch'egli difensore.

## Caratteristiche tecniche
Difensore che ha giocato in prevalenza in una retroguardia a tre, è dotato di buona velocità e discreta lettura del gioco avversario.

## Carriera

### Club
Ha sempre giocato nel campionato finlandese fintantoché, nel luglio 2014, è passato agli svedesi dell'AIK. Qui ha giocato sei partite nel campionato 2014 e sei in quello 2015, prima di infortunarsi al piede alla decima giornata nel derby contro il Djurgården. Non ancora rientrato in campo, il 2 settembre 2015 è stato prestato ai finlandesi dell'HIFK fino al termine della stagione.
Rientrato all'AIK, nella prima metà dell'Allsvenskan 2016, sotto la guida tecnica di Andreas Alm prima e di Rikard Norling poi, ha alternato presenze da titolare, ingressi a partita in corso e panchine per novanta minuti. Nella seconda metà del campionato è stato schierato titolare con regolarità nel terzetto difensivo del 3-5-2 di Norling, tanto da non perdere neanche un minuto del girone di ritorno. Anche nel corso della stagione 2017, Väisänen ha giocato con una certa stabilità.
Il 21 luglio 2017 lascia l'AIK a titolo definitivo per firmare un contratto triennale con la SPAL, con opzione per la quarta stagione. Debutta in serie A il 20 agosto nella partita in casa della Lazio, finita 0-0, in cui gioca titolare. Dopo essere stato schierato con regolarità nei turni iniziali, non trova più il posto da titolare anche a causa di problemi fisici, tanto che il 22 ottobre gioca l'ultima delle sue 7 presenze con gli spallini.
Il 17 agosto 2018 viene ceduto in prestito al Crotone, in Serie B. Esordisce in Serie B il 7 ottobre nella partita persa 1-0 a Palermo. Chiude con 26 presenze in campionato.
Il 24 agosto 2019 si trasferisce a titolo definitivo al Chievo nell'ambito dell'operazione che porta Nenad Tomović alla SPAL. Il 25 novembre segna il suo primo gol con i clivensi (e prima rete in Italia) nella vittoria per 2-1 contro la Virtus Entella.
Il 16 agosto 2021, svincolatosi dal Chievo (fallito 13 giorni prima), firma definitivamente per il Cosenza. Il 15 gennaio 2023 segna la prima rete con i silani, firmando il definitivo pareggio (1-1) contro il Benevento.
Il 20 giugno 2023, concluso il contratto con il Cosenza, firma un triennale per la squadra danese dell'Odense.
Il 18 gennaio 2024 viene ceduto in prestito all'Ascoli, facendo così ritorno in Serie B.

### Nazionale
Con la Nazionale Under-21 ha debuttato il 5 marzo 2014, nella trasferta di San Marino valida per le qualificazioni al campionato europeo di categoria.
Väisänen ha debuttato con la maglia della Nazionale maggiore il 6 ottobre 2016, quando la Finlandia ha perso 3-2 in Islanda in un match valido per le qualificazioni ai Mondiali 2018.
Convocato per Euro 2020, è costretto poi a rinunciare alla convocazione a causa di un infortunio.

## Statistiche

### Presenze e reti nei club
Statistiche aggiornate al 10 maggio 2024.
| Stagione        | Squadra         | Campionato      | Campionato | Campionato | Coppe nazionali | Coppe nazionali | Coppe nazionali | Coppe continentali | Coppe continentali | Coppe continentali | Altre coppe | Altre coppe | Altre coppe | Totale | Totale |
| Stagione        | Squadra         | Comp            | Pres       | Reti       | Comp            | Pres            | Reti            | Comp               | Pres               | Retin              | Comp        | Pres        | Reti        | Pres   | Reti   |
| --------------- | --------------- | --------------- | ---------- | ---------- | --------------- | --------------- | --------------- | ------------------ | ------------------ | ------------------ | ----------- | ----------- | ----------- | ------ | ------ |
| 2013            | Honka           | VL              | 2          | 1          | CF+CdL          | 0+2             | 0               | -                  | -                  | -                  | -           | -           | -           | 4      | 1      |
| 2014            | Honka           | VL              | 15         | 1          | CF+CdL          | 1+5             | 1+1             | UEL                | 2                  | 0                  | -           | -           | -           | 0      | 0      |
| Totale Honka    | Totale Honka    | Totale Honka    | 17         | 2          |                 | 8               | 2               |                    | 2                  | 0                  |             | -           | -           | 27     | 4      |
| 2014            | AIK             | A               | 6          | 0          | CS              | 3               | 0               | -                  | -                  | -                  | -           | -           | -           | 9      | 0      |
| lug.-set. 2015  | AIK             | A               | 6          | 1          | CS              | 4               | 1               | -                  | -                  | -                  | -           | -           | -           | 10     | 2      |
| set.-nov. 2015  | HIFK            | A               | 6          | 1          | CS              | 0               | 0               | -                  | -                  | -                  | -           | -           | -           | 6      | 1      |
| 2016            | AIK             | A               | 22         | 1          | CS              | 5               | 0               | UEL                | 2                  | 0                  | -           | -           | -           | 29     | 1      |
| 2017            | AIK             | A               | 12         | 0          | CS              | 0               | 0               | UEL                | 4                  | 0                  | -           | -           | -           | 16     | 0      |
| Totale AIK      | Totale AIK      | Totale AIK      | 46         | 2          |                 | 12              | 1               |                    | 6                  | 0                  |             | -           | -           | 64     | 3      |
| 2017-2018       | SPAL            | A               | 7          | 0          | CI              | 2               | 0               | -                  | -                  | -                  | -           | -           | -           | 9      | 0      |
| ago. 2018       | SPAL            | A               | 0          | 0          | CI              | 1               | 0               | -                  | -                  | -                  | -           | -           | -           | 1      | 0      |
| Totale SPAL     | Totale SPAL     | Totale SPAL     | 7          | 0          |                 | 3               | 0               |                    | -                  | -                  |             | -           | -           | 10     | 0      |
| 2018-2019       | Crotone         | B               | 26         | 0          | CI              | 0               | 0               | -                  | -                  | -                  | -           | -           | -           | 26     | 0      |
| 2019-2020       | Chievo          | B               | 16         | 1          | CI              | 0               | 0               |                    | -                  | -                  |             | -           | -           | 16     | 1      |
| 2020-2021       | Chievo          | B               | 4+1        | 0          | CI              | 0               | 0               |                    | -                  | -                  |             | -           | -           | 5      | 0      |
| Totale Chievo   | Totale Chievo   | Totale Chievo   | 20+1       | 1          |                 | 0               | 0               |                    | -                  | -                  |             | -           | -           | 21     | 1      |
| 2021-2022       | Cosenza         | B               | 20+1       | 0          | CI              | 0               | 0               |                    | -                  | -                  |             | -           | -           | 21     | 0      |
| 2022-2023       | Cosenza         | B               | 25         | 1          | CI              | 1               | 0               |                    | -                  | -                  |             | -           | -           | 26     | 1      |
| Totale Cosenza  | Totale Cosenza  | Totale Cosenza  | 45+1       | 1          |                 | 1               | 0               |                    | -                  | -                  |             | -           | -           | 47     | 1      |
| 2023-gen. 2024  | Odense          | SL              | 2          | 0          | CD              | 3               | 0               | -                  | -                  | -                  | -           | -           | -           | 5      | 0      |
| gen.-giu. 2024  | Ascoli          | B               | 14         | 0          | CI              | -               | -               |                    | -                  | -                  |             | -           | -           | 14     | 0      |
| Totale Carriera | Totale Carriera | Totale Carriera | 183+2      | 7          |                 | 27              | 3               |                    | 8                  | 0                  |             | -           | -           | 220    | 10     |

### Cronologia presenze e reti in nazionale
| Cronologia completa delle presenze e delle reti in nazionale ― Finlandia | Cronologia completa delle presenze e delle reti in nazionale ― Finlandia | Cronologia completa delle presenze e delle reti in nazionale ― Finlandia | Cronologia completa delle presenze e delle reti in nazionale ― Finlandia | Cronologia completa delle presenze e delle reti in nazionale ― Finlandia | Cronologia completa delle presenze e delle reti in nazionale ― Finlandia | Cronologia completa delle presenze e delle reti in nazionale ― Finlandia | Cronologia completa delle presenze e delle reti in nazionale ― Finlandia |
| Data                                                                     | Città                                                                    | In casa                                                                  | Risultato                                                                | Ospiti                                                                   | Competizione                                                             | Reti                                                                     | Note                                                                     |
| ------------------------------------------------------------------------ | ------------------------------------------------------------------------ | ------------------------------------------------------------------------ | ------------------------------------------------------------------------ | ------------------------------------------------------------------------ | ------------------------------------------------------------------------ | ------------------------------------------------------------------------ | ------------------------------------------------------------------------ |
| 6-10-2016                                                                | Reykjavík                                                                | Islanda                                                                  | 3 – 2                                                                    | Finlandia                                                                | Qual. Mondiali 2018                                                      | -                                                                        | 53’                                                                      |
| 9-10-2016                                                                | Tampere                                                                  | Finlandia                                                                | 0 – 1                                                                    | Croazia                                                                  | Qual. Mondiali 2018                                                      | -                                                                        | 87’                                                                      |
| 12-11-2016                                                               | Odessa                                                                   | Ucraina                                                                  | 1 – 0                                                                    | Finlandia                                                                | Qual. Mondiali 2018                                                      | -                                                                        | 83’                                                                      |
| 13-1-2017                                                                | Abu Dhabi                                                                | Slovenia                                                                 | 2 – 0                                                                    | Finlandia                                                                | Amichevole                                                               | -                                                                        |                                                                          |
| 28-3-2017                                                                | Innsbruck                                                                | Austria                                                                  | 1 – 1                                                                    | Finlandia                                                                | Amichevole                                                               | -                                                                        | 46’                                                                      |
| 7-6-2017                                                                 | Turku                                                                    | Finlandia                                                                | 1 – 1                                                                    | Liechtenstein                                                            | Amichevole                                                               | -                                                                        | 46’                                                                      |
| 2-9-2017                                                                 | Tampere                                                                  | Finlandia                                                                | 1 – 0                                                                    | Islanda                                                                  | Qual. Mondiali 2018                                                      | -                                                                        | 33’                                                                      |
| 5-9-2017                                                                 | Scutari                                                                  | Kosovo                                                                   | 0 – 1                                                                    | Finlandia                                                                | Qual. Mondiali 2018                                                      | -                                                                        |                                                                          |
| 9-10-2017                                                                | Turku                                                                    | Finlandia                                                                | 2 – 2                                                                    | Turchia                                                                  | Qual. Mondiali 2018                                                      | -                                                                        |                                                                          |
| 23-3-2018                                                                | Belek                                                                    | Finlandia                                                                | 0 – 0                                                                    | Macedonia                                                                | Amichevole                                                               | -                                                                        | 61’                                                                      |
| 26-3-2018                                                                | Belek                                                                    | Finlandia                                                                | 5 – 0                                                                    | Malta                                                                    | Amichevole                                                               | -                                                                        |                                                                          |
| 5-6-2018                                                                 | Ploiești                                                                 | Romania                                                                  | 2 – 0                                                                    | Finlandia                                                                | Amichevole                                                               | -                                                                        |                                                                          |
| 11-9-2018                                                                | Helsinki                                                                 | Finlandia                                                                | 1 – 0                                                                    | Estonia                                                                  | UEFA Nations League 2018-2019 - 1º turno                                 | -                                                                        | 76’                                                                      |
| 18-11-2018                                                               | Budapest                                                                 | Ungheria                                                                 | 2 – 0                                                                    | Finlandia                                                                | UEFA Nations League 2018-2019 - 1º turno                                 | -                                                                        |                                                                          |
| 23-3-2019                                                                | Udine                                                                    | Italia                                                                   | 2 – 0                                                                    | Finlandia                                                                | Qual. Euro 2020                                                          | -                                                                        |                                                                          |
| 8-9-2019                                                                 | Tampere                                                                  | Finlandia                                                                | 1 – 2                                                                    | Italia                                                                   | Qual. Euro 2020                                                          | -                                                                        | 79’                                                                      |
| 12-10-2019                                                               | Zenica                                                                   | Bosnia ed Erzegovina                                                     | 4 – 1                                                                    | Finlandia                                                                | Qual. Euro 2020                                                          | -                                                                        | 5’                                                                       |
| 15-10-2019                                                               | Turku                                                                    | Finlandia                                                                | 3 – 0                                                                    | Armenia                                                                  | Qual. Euro 2020                                                          | -                                                                        |                                                                          |
| 18-11-2019                                                               | Amarousio                                                                | Grecia                                                                   | 2 – 1                                                                    | Finlandia                                                                | Qual. Euro 2020                                                          | -                                                                        |                                                                          |
| 29-5-2021                                                                | Solna                                                                    | Svezia                                                                   | 2 – 0                                                                    | Finlandia                                                                | Amichevole                                                               | -                                                                        |                                                                          |
| 26-3-2022                                                                | Murcia                                                                   | Finlandia                                                                | 1 – 1                                                                    | Islanda                                                                  | Amichevole                                                               | -                                                                        |                                                                          |
| 7-6-2022                                                                 | Helsinki                                                                 | Finlandia                                                                | 2 – 0                                                                    | Montenegro                                                               | UEFA Nations League 2022-2023 - 1º turno                                 | -                                                                        | 86’                                                                      |
| 14-6-2022                                                                | Zenica                                                                   | Bosnia ed Erzegovina                                                     | 3 – 2                                                                    | Finlandia                                                                | UEFA Nations League 2022-2023 - 1º turno                                 | -                                                                        | 4’ 46’                                                                   |
| 20-11-2022                                                               | Oslo                                                                     | Norvegia                                                                 | 1 – 1                                                                    | Finlandia                                                                | Amichevole                                                               | -                                                                        | 61’                                                                      |
| Totale                                                                   |                                                                          | Presenze                                                                 | 24                                                                       |                                                                          | Reti                                                                     | 0                                                                        |                                                                          |